# Анастасия Ганчева-Зографова
Анастасия Ганчева-Зографова е българска преводачка от полски и английски език, членка основателка на Женското благотворително и просветно дружество „Подкрепа“ в град Пловдив.

## Биография
Като радетелка на полската култура тя е основател и член на Управителния съвет на Полско-българското дружество. Сътрудничка и редакторка е на „Полски бюлетин“, главна редакторка на „Полско-български преглед“. Членува и в комитета на „Полска библиотека“. Референт е на полския печат в Пресбюрото към Министерството на външните работи на България и на българския печат в Полското посолство. Ганчева е сред най-известните и дейни преводачи на полска художествена литература. Тя е един от редакторите на академичното издание на „Полско-български речник“.
Със съпруга си Борис Зографов през 1926 година заминават за САЩ, където основават българско училище в град Индианаполис. Завръщат се в България през 1933 година.

## Преводи
- Реймонт, Владислав. Лили.   София, Мозайка отъ знаменити съвременни романи, 1927. с. 110. (на български)
- Баум, Вики. Смъртна Присъда.   София, Д. Юрукова, 1934. с. 287. (на български)
- Мунте, Аксел. Стара книга за хора и животни.   София, Георги Д. Юруковъ, 1936. с. 148. (на български)
- Бромфийлд, Луис. Горчивият лотос.   София, Славчо Атанасов, 1940. с. 326. (на български)
- Бромфийлд, Луис. Горчивият лотос.   София, Атлантис, 1991. с. 191. (на български)
- Сенкевич, Хенрик. Quo vadis, Domine?.   София, Абагар, 1998. с. 430. (на български)

## Награди
- „Златен кръст“ за заслуги от правителството на Полша.[1]
- Стипендия на Българската академия на науките – за превода и на „Иридион“ от Зигмунт Крашински.[1]
- Награда от дарителски фонд „Кесяков“ – за превода и на „Иридион“ от Зигмунт Крашински.[2]